# Sodobnost
Sodobnost startades 1933 och är en slovensk tidskrift. Den var ursprungligen inkriktad på kultur och litteratur, men behandlar numera flera aktuella ämnen.